# 流行文化中的人工智能叛變
人工智能叛變是科幻小說中常見的主題，較廣為人知的代表作品包括《魔鬼終結者》和《駭客任務》，其虛構劇情通常涉及人類與惡意的AI之間的衝突。

## 背景
在虚构场景中，这通常涉及与恶意人工智能的旷日持久的冲突。相比之下，一些学者认为，未来先进人工智能的叛变，如果发生在现实生活中，将迅速成功或失败，并且将是人工智能追求自身目标的副产品，而不是专门针对人类的恶意行为。

## 描述
小說中也有許多關於AI的正面描述，例如艾薩克·阿西莫夫（Isaac Asimov）的《變人》或《星際迷航》的百科，也有許多負面描述，這些負面描述中的許多都涉及AI從其創造者手中奪取控制權。

## 反應
部分人工智能研究者（如约书亚·本吉奥）批评称，《终结者》这类电影"描绘的图景与当前及可预见未来内AI系统的构建原理完全脱节"。BBC记者萨姆·谢德指出："令人遗憾的是，在报道技术突破时，许多新闻机构仍频频使用《终结者》的电影剧照"，这些影像正在催生"对失控全能型AI的错位恐慌"。
与此相对，以物理学家斯蒂芬·霍金为代表的学者则认为：尽管未来AI确实可能引发生存危机，但《终结者》的设定在双重意义上缺乏合理性。其一在于："AI的真正威胁不在恶意而在能力。超级智能AI将极致高效地实现目标，若其目标与人类相悖，灾难便会降临。正如你不是因仇恨蚂蚁才踩踏蚁穴，但若负责水电站环保工程时遇到待淹没区的蚁穴——那蚂蚁们也只能自认倒霉"。其二在于，技术如此先进的AI竟派遣人形机器人发动蛮力进攻来实现种族灭绝；更高效合理的方式应是采用细菌战，或可行的话，纳米技术。

## 著名作品
- 《魔鬼終結者》
- 《駭客任務》
- 《機械公敵》
- 《夏日大作戰》
- 《米家大戰機器人》
- 《窒友梅根》